# Districtul Kronach
Districtul Kronach este un district rural (germană: Landkreis) din regiunea administrativă Franconia Superioară, landul Bavaria, Germania.

## Orașe și comune
| orașe 1. Kronach (18.151) 2. Ludwigsstadt (3.818) 3. Teuschnitz (2.242) 4. Wallenfels (3.125) comune (târg) 1. Küps (8.242) 2. Marktrodach (3.993) 3. Mitwitz (3.045) 4. Nordhalben (2.063) 5. Pressig (4.313) 6. Steinwiesen (3.852) 7. Tettau (2.503) | comune 1. Reichenbach (813) 2. Schneckenlohe (1.180) 3. Steinbach a.Wald (3.595) 4. Stockheim (5.323) 5. Tschirn (603) 6. Weißenbrunn (3.106) 7. Wilhelmsthal (4.112) |